# エフィ・エイタム

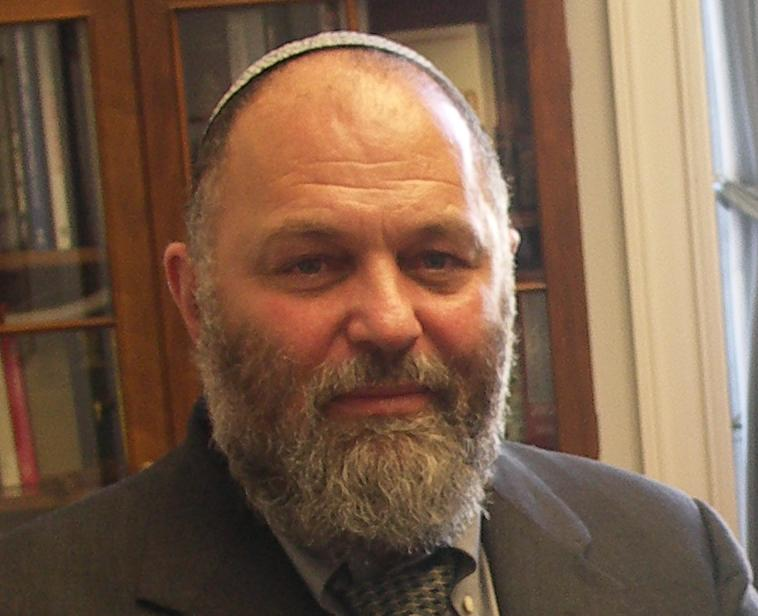
エフィ・エイタム

エフライム・”エフィ”・エイタム（ヘブライ語: אפרים "אפי" איתם, 1952年7月25日 - ）は、イスラエルの政治家、軍人、入植者。ユダヤ系イスラエル人。国家宗教党（現・ユダヤ人の家）元党首、後に国家宗教党から分離した「アヒ」（2009年にリクードに合流）という政党の党首も務めた。2003年から2009年までクネセト（国会）議員であった。

## 経歴
エン・ゲブで生まれる。少年期から彼は教育を受けたが、内容は世俗的であった。成人後にイスラエル国防軍に入隊し、2000年まで軍人として任務に就いていた。彼の軍人としての経歴は優秀で、いくつもの勲章を得ている。
軍人を退いた後、彼は国家宗教党に入党し、政治家を志す。2003年にクネセト議員に初当選したのち、2009年に議員を退くまで、無任所大臣、国家基盤担当大臣などといった要職に就いていた。
2009年の総選挙には出馬しなかった。（政界を引退した訳ではないので、今後議員として再登板する可能性もある）

## 信条
彼は、在任中クネセト議員の中では最右派の人物として知られていた。彼は、彼の後釜となったミハエル・ベン＝アリのようないわゆる「カハニスト」（カハネ主義者）ではないものの、パレスチナやアラブ系イスラエル人などに対する過激な発言は時折物議を醸した。
ヤーセル・アラファトについての「奴を果樹園に連れ出して頭を撃ち抜け」という発言や、「我々はヨルダン川西岸の大多数のパレスチナ人を追い払わなければならなくて、また、アラブ人をイスラエルの政治制度から排除（要するにアラブ人議員のクネセト追放）しなければならない」などといった発言を過去にしている。これらの過激な発言から、彼は当時の司法長官から「刑事告発の可能性もある」と警告されている。
また、彼はかねてからアラブ系イスラエル人を「癌」と公言し、2004年にはパレスチナ人を「暗黒の力」と呼び、「我々は奴らを皆殺しにしなければならない」と発言している。

## 人物評
イスラエル国内の左派からは彼は国家主義の信奉者とみなされている。また、一部からは彼はメシア思想の虜になっていると言われている。エイタムは、過去にインタビューで「私はすべてのイスラエルの人々を導く夢を見た。そう、それは私の運命である」と発言している。皮肉なことに、エイタムとは直接の接点が存在しないが、過去にイスラエル国内で大きな波紋を呼んだ存在であった極右政治家メイル・カハネもまた、自身を「現代の預言者」と公言していた。

## 現在
クネセト議員を退いた後、エイタムはアメリカ政府にイランを攻撃するよう陳情したり、ベンヤミン・ネタニヤフ首相の特使としてアメリカを訪れるなどしている。

## 私生活
妻と、8人の子供とともにゴラン高原にあるユダヤ人入植地で暮らしている。